# Ministère des Transports (Roumanie)
Pour les autres articles nationaux ou selon les autres juridictions, voir Ministère des Transports.
Le ministère des Transports est un ministère roumain qui supervise la politique des transports de la Roumanie.

## Liste des ministres

### Royaume de Roumanie
| Nom | Nom                    | de               | à                | Gouvernement | Parti |
| --- | ---------------------- | ---------------- | ---------------- | ------------ | ----- |
|     | Ioan Gr. Periețeanu    | 6 juin 1932      | 10 août 1932     |              |       |
|     | Eduard Mirto           | 11 août 1932     | 9 novembre 1933  |              |       |
|     | Richard Franasovici    | 14 novembre 1933 | 14 novembre 1937 |              |       |
|     | Ion Inculeț            | 17 novembre 1937 | 28 décembre 1937 |              |       |
|     | Virgil Potârcă         | 29 décembre 1937 | 10 février 1938  |              |       |
|     | Constantin Angelescu   | 10 février 1938  | 30 mars 1938     |              |       |
|     | Mihail Ghelmegeanu     | 30 mars 1938     | 23 novembre 1939 |              |       |
|     | Ion Gigurtu            | 24 novembre 1939 | 1er juin 1940    |              |       |
|     | Ioan Macovei           | 1er juin 1940    | 14 novembre 1940 |              |       |
|     | Pompiliu Nicolau       | 14 novembre 1940 | 24 novembre 1940 |              |       |
|     | Ion Protopopescu       | 25 novembre 1940 | 21 janvier 1941  |              |       |
|     | Grigore Georgescu      | 27 janvier 1941  | 12 juillet 1941  |              |       |
|     | Constantin Bușilă      | 12 juillet 1941  | 7 octobre 1943   |              |       |
|     | Atta Constantinescu    | 7 octobre 1943   | 23 août 1944     |              |       |
|     | Constantin Eftimiu     | 23 août 1944     | 7 novembre 1944  |              |       |
|     | Gheorghe Gheorghiu-Dej | 7 novembre 1944  | 29 novembre 1944 |              |       |
|     | Nicolae Profiri        | 29 novembre 1946 | 6 avril 1951     |              |       |

### République populaire roumaine
| Nom | Nom               | de                | à                 | Gouvernement | Parti |
| --- | ----------------- | ----------------- | ----------------- | ------------ | ----- |
|     | Nicolae Profiri   | 29 novembre 1946  | 6 avril 1951      |              |       |
|     | Augustin Alexa    | 6 avril 1951      | 28 décembre 1953  |              | PMR   |
|     | Ionel Diaconescu  | 28 décembre 1953  | 24 septembre 1956 |              | PMR   |
|     | Ion Cosma         | 24 septembre 1956 | 20 mars 1957      |              | PMR   |
|     | Emil Bodnăraș     | 20 mars 1957      | 27 avril 1959     |              | PMR   |
|     | Dumitru Simulescu | 27 avril 1959     | 20 août 1965      |              | PMR   |

### République socialiste de Roumanie
| Nom | Nom               | de              | à                | Gouvernement       | Parti |
| --- | ----------------- | --------------- | ---------------- | ------------------ | ----- |
|     | Dumitru Simulescu | 21 août 1965    | 1er avril 1966   |                    | PCR   |
|     | Florian Dănălache | 1er avril 1966  | 19 août 1969     |                    | PCR   |
|     | Pavel Ștefan      | 19 août 1969    | 11 février 1971  |                    | PCR   |
|     | Florian Dănălache | 11 février 1971 | 13 octobre 1972  |                    | PCR   |
|     | Emil Drăgănescu   | 13 octobre 1972 | 27 février 1974  |                    | PCR   |
|     | Traian Dudaș      | 27 février 1974 | 24 octobre 1979  |                    | PCR   |
|     | Vasile Bulucea    | 24 octobre 1979 | 9 août 1986      | Dăscălescu I et II | PCR   |
|     | Pavel Aron        | 9 août 1986     | 26 décembre 1989 | Dăscălescu II      | PCR   |

### Roumanie
Ministres des Transports depuis la Révolution roumaine de 1989 et la chute du régime communiste.
| Nom | Nom                         | de               | à                | Gouvernement                | Parti  |
| --- | --------------------------- | ---------------- | ---------------- | --------------------------- | ------ |
|     | Corneliu Burada             | 26 décembre 1989 | 28 juin 1990     | Roman I                     | FSN    |
|     | Doru Pană                   | 28 juin 1990     | 30 avril 1991    | Roman II et Stolojan        | FSN    |
|     | Traian Băsescu              | 16 octobre 1991  | 19 novembre 1992 | Roman II et Stolojan        | FSN    |
|     | Paul Teodoru                | 19 novembre 1992 | 6 mars 1994      | Văcăroiu                    | FDSN   |
|     | Aurel Novac                 | 6 mars 1994      | 11 décembre 1996 | Văcăroiu                    | PUNR   |
|     | Traian Băsescu              | 12 décembre 1996 | 27 juin 2000     | Ciorbea, Vasile et Isărescu | PD-FSN |
|     | Anca Boagiu                 | 27 juin 2000     | 28 décembre 2000 | Isărescu                    | PD-FSN |
|     | Miron Mitrea                | 28 décembre 2000 | 29 décembre 2004 | Năstase                     | PSD    |
|     | Gheorghe Dobre              | 29 décembre 2004 | 13 juin 2006     | Popescu-Tăriceanu           | PD     |
|     | Radu Mircea Berceanu        | 13 juin 2006     | 5 avril 2007     | Popescu-Tăriceanu           | PD     |
|     | Ludovic Orban               | 5 avril 2007     | 22 décembre 2008 | Popescu-Tăriceanu           | PNL    |
|     | Radu Berceanu               | 22 décembre 2008 | 3 septembre 2010 | Boc I et II                 | PDL    |
|     | Anca Boagiu                 | 3 septembre 2010 | 9 février 2012   | Boc II                      | PDL    |
|     | Alexandru Nazare            | 9 février 2012   | 7 mai 2012       | Ungureanu                   | PDL    |
|     | Ovidiu Silaghi              | 7 mai 2012       | 21 décembre 2012 | Ponta I                     | PNL    |
|     | Relu Fenechiu               | 21 décembre 2012 | 12 juillet 2013  | Ponta II                    | PNL    |
|     | Victor Ponta (intérim)      | 12 juillet 2013  | 26 août 2013     | Ponta II                    | PSD    |
|     | Ramona Mănescu              | 26 août 2013     | 26 février 2014  | Ponta II                    | PNL    |
|     | Dan Șova                    | 26 février 2014  | 24 juin 2014     | Ponta II et III             | PSD    |
|     | Ioan Rus                    | 24 juin 2014     | 11 juin 2015     | Ponta III et IV             | PSD    |
|     | Iulian Matache              | 11 juin 2015     | 17 novembre 2015 | Ponta IV                    | PSD    |
|     | Marian Dan Costescu         | 17 novembre 2015 | 3 mai 2016       | Cioloș                      | Sans   |
|     | Petru Sorin Bușe            | 7 juillet 2016   | 4 janvier 2017   | Cioloș                      | Sans   |
|     | Răzvan Alexandru Cuc        | 4 janvier 2017   | 17 octobre 2017  | Grindeanu et Tudose         | PSD    |
|     | Felix Stroe                 | 17 octobre 2017  | 29 janvier 2018  | Tudose                      | PSD    |
|     | Lucian Șova (ro)            | 29 janvier 2018  | 7 janvier 2019   | Dăncilă                     | PSD    |
|     | Rovana Plumb (intérim)      | 7 janvier 2019   | 22 février 2019  | Dăncilă                     | PSD    |
|     | Răzvan Cuc                  | 22 février 2019  | 4 novembre 2019  | Dăncilă                     | PSD    |
|     | Lucian Bode                 | 4 novembre 2019  | 23 décembre 2020 | Orban I et II               | PNL    |
|     | Cătălin Drulă               | 23 décembre 2020 | 8 septembre 2021 | Cîțu                        | USR    |
|     | Dan Vîlceanu (en) (intérim) | 8 septembre 2021 | 25 novembre 2021 | Cîțu                        | PNL    |
|     | Sorin Grindeanu             | 25 novembre 2021 | 23 juin 2025     | Ciucă, Ciolacu I et II      | PSD    |
|     | Radu Marinescu              | 23 juin 2025     | en fonction      | Bolojan                     | PSD    |